# روث بيكر
روث بيكر (بالإنجليزية: Ruth Becker)‏ (و. 1899 – 1990 م) هي مُدرسة أمريكية، ولدت في جونتور، توفيت في سانتا باربارا، كاليفورنيا، عن عمر يناهز 91 عاماً.